# 포르모테롤
포르모테롤(포모테롤, formoterol) 또는 에포르모테롤(eformoterol)은 지속성 β2 작용제(LABA)로, 천식과 만성 폐쇄성 폐질환의 관리에 쓰이는 기관지확장제이다. 살부타몰(알부테롤)과 같은 속효성 β2 작용제와 비교했을 때 작용 시간이 최대 12시간 정도로 길며, 효과가 큰 시간은 투여 후 4~6시간이다. 포르모테롤은 투여 후 2~3분 만에 효과가 나타나, 다른 LABA와 비교하면 효과가 비교적 빠르게 발생하기 시작한다. 포르모테롤 흡입제는 다른 베타-2 작용제와 마찬가지로 기도의 평활근을 이완시켜 기관지를 이완시켜, 천식 악화를 치료하고 발작을 예방한다.
2022년 세계천식기구(GINA) 보고에서는 흡입 스테로이드(ICS)/포르모테롤 병용 요법을 성인 천식의 예방 및 증상 완화 치료제로 1차 권고하도록 지침을 변경했다. 어린이의 천식에 대해서는 속효성 β2 작용제인 살부타몰 등이 여전히 권고 약제이다.
특허 출원은 1972년, 의학용 사용이 시작된 것은 1998년이다. 복제약으로 이용 가능한 약제이다. 복합 제제로 부데소니드/포르모테롤이나 모메타손/포르모테롤 등이 있다.